# Wu-Tang: An American Saga
Pour les articles homonymes, voir Wudang.
Wu-Tang: An American Saga est une série télévisée américaine créée par RZA et Alex Tse. Elle raconte  la formation du groupe de rap américain Wu-Tang Clan.
Distribuée par Disney Platform Distribution, la série est diffusée depuis le 4 septembre 2019 sur la plateforme Hulu.
En janvier 2020, Hulu a renouvelé la série pour une deuxième saison. En novembre 2021, il est annoncé que la série connaîtra une troisième et dernière saison, qui a été diffusée entre le 15 février et le 5 avril 2023.

## Synopsis
Dans les années 1990, la ville de New York est en pleine épidémie de crack. Cette drogue fait des ravages dans les milieux défavorisés de la Big Apple. Le jeune Robert « Bobby » Diggs, impliqué dans le trafic de stupéfiants par son grand-frère Divine, va tenter de sortir de ce milieu. Alors que Divine est incarcéré, Bobby veut offrir une vie meilleure à sa famille. Celui qu'on surnommera plus tard RZA va alors réunir une dizaine de jeunes Afro-Américains partagés eux aussi entre la musique et le crime, malgré l'animosité entre certains quartiers ou rues de Staten Island. Ils vont alors créer les bases de ce qui deviendra le Wu-Tang Clan,,,.

## Distribution

### Acteurs principaux
- Ashton Sanders (VF : Diouc Koma) : Bobby Diggs / RZA
- Shameik Moore (VF : Jean-Baptiste Anoumon) : Corey Woods / Sha Raider / Raekwon
- Siddiq Saunderson (VF : Eilias Changuel) : Dennis Coles / D-Lover / Ghostface Killah
- Julian Elijah Martinez (VF : Alex Fondja) : Mitchell « Divine » Diggs
- Marcus Callender (VF : Namakan Koné) : Oliver « Power » Grant
- Erika Alexander (VF : Virginie Emane) : Linda Diggs
- Zolee Griggs (VF : Aurélie Konaté) : Shurrie Diggs
- Dave East (VF : Asto Montcho) : Clifford Smith / Shotgun / Method Man
- TJ Atoms (VF : Jhos Lican) : Russell Jones / Ason Unique / Ol' Dirty Bastard
- Johnell Xavier Young (VF : Mike Fédée) : Gary Grice / The Genius / GZA

### Acteurs récurrents
Saison 1
- Joey Badass (saison 1) puis Uyoata Udi (saison 2) (VF : Olivier Dote-Doevi) : Jason Hunter / Rebel / Inspectah Deck
- Ebony Obsidian (VF : Amélia Ewu) : Nia
- Samuel McKoy-Johnson (VF : Simon Koukissa) : Darius Coles
- Amyrh Harris : Darren Coles
- Jake Hoffman : Steve Rifkind (VF : Fabrice Trojani)
- Vincent Pastore : Fat Larry
- Bokeem Woodbine (VF : Frantz Confiac) : Jerome
- JaQwan J. Kelly : Jamel Irief / Masta Killa
- Jamie Hector (VF : Ismaël Isma) : Andre D Andre
- Justus David-Graham (VF : Tom Trouffier) : Randy Diggs
- Malcolm Xavier (VF : Mathias Timsit) : Haze
- Nuri Hazzard (VF : Nicolas Hardy) : Byron
- Stephen McKinley Henderson (VF : Paul Borne) : l'oncle Hollis
- Jorge Lendeborg Jr. (VF : Jean-Michel Vaubien) : Jah Son
- Jason Louder (VF : Boris Agondanou) : Cressy
- Jill Flint (VF : Gaïa Singer) : Monica Lynch
- Caleb Castille (VF : Baptiste Marc) : Darryl « Chino » Hill / Cappadonna
- Anthony Chisholm (VF : Mario Pecqueur) : le joueur d'échecs âgé
- Ron Scott (VF : Jean-Paul Pitolin) : le père de Power
- Trayce Malachi : Bobby Diggs, jeune
- Jaidon Walls : Mitchell « Divine » Diggs, jeune
- Natalie Carter : Miss Gloria

Saison 2
- La La Anthony (VF : Géraldine Asselin) : Tracy Waples
- Damani Sease : Lamont Jody Hawkins / Golden Arms / U-God
- Curtiss Cook Jr. : Ronald Maurice Bean / Mathematics
- Gbenga Akinnagbe : John « Mook » Gibbons

### Invités
- Chauncey Johnson : Eric B. (saison 1, 1 épisode)
- Daniel Augustin : Rakim (saison 1, 1 épisode)
- Jamad Mays : Big Daddy Kane (saison 1, 1 épisode)
- Imani Lewis : Roxanne Shanté (saison 1, 1 épisode)
- Michael Aurelio : Tom Silverman (en), PDG de Tommy Boy (saison 1, 1 épisode)
- David J. Cork : Kenny Smith (saison 1, 1 épisode)
- Jaison Hunter : Prince Paul (saison 1, 1 épisode)
- Jourdan JoJo Battiste : Prince Po (saison 1, 1 épisode)
- Keith Johnson : Erick Sermon (saison 2, 1 épisode)

## Production
Le 11 octobre 2018, il a été annoncé que Hulu a commandé dix épisodes. La série a été créée par RZA et Alex Tse , qui devaient tous deux écrire pour la série et les produits exécutifs aux côtés de Brian Grazer, Merrin Dungey et Method Man . Les producteurs consultants devaient se composer de Ghostface Killah , Inspectah Deck , Masta Killa et GZA ainsi que des héritiers d'Ol' Dirty Bastard. Les sociétés de production devaient inclure Imagine Television.
Le tournage de la première saison a lieu en février 2019 à New York.
Le 17 janvier 2020, la série a été renouvelée pour une deuxième saison. En novembre 2021, Hulu annonce une troisième et dernière saison.

## Épisodes

### Saison 1 (2019)
1. Can It Be All So Simple
2. Winter Warz
3. All In Together Now
4. All That I Got Is You
5. Cold World
6. Impossible
7. Box in Hand
8. Labels
9. I Declare War
10. Assassination Day

### Saison 2 (2021)
1. Little Ghetto Boys
2. Brooklyn Zoo
3. Hollow Bones
4. Pioneer the Frontier
5. Visionz
6. Protect Ya Neck
7. Airwaves
8. Saturday Nite
9. C.R.E.A.M
10. As High as Wu-Tang Gets

## Accueil
La série reçoit des critiques plutôt positives. Sur l'agrégateur américain Rotten Tomatoes, il récolte 74% d'opinions favorables. Sur Metacritic, il obtient une note moyenne de 58⁄100 pour 4 critiques.

## Distinctions principales
Source : Internet Movie Database

### Récompenses
- Motion Picture Sound Editors 2020 : meilleur montage sonore d'un épisode format court
- Motion Picture Sound Editors 2022 : meilleur montage sonore d'un épisode format court

### Nominations
- Primetime Emmy Awards 2020 : meilleur thème musical original pour RZA
- Black Reel Awards for Television 2020 : meilleur acteur dans un second rôle dramatique pour Ashton Sanders et meilleure série dramatique

## Article annexe
- Psychotrope au cinéma et à la télévision